# Astragalus sesamoides
Astragalus sesamoides là một loài thực vật có hoa trong họ Đậu. Loài này được Boiss. miêu tả khoa học đầu tiên.